# Liste der Pfarren im Dekanat Rankweil
Das Dekanat Rankweil ist ein Dekanat der römisch-katholischen Diözese Feldkirch.

## Seelsorgestellen mit Kirchengebäuden und Kapellen
| Seelsorgestellen   | Pfarrverband           | Patrozinium             | Kirchengebäude und Kapellen | Bild                 |
| ------------------ | ---------------------- | ----------------------- | --- | -------------------- |
| Altach             | Altach-Götzis-Meschach | Hl. Nikolaus            | Pfarrkirche Altach Marienkapelle als Unterkirche der Pfarrkirche |                      |
| Batschuns          |                        | Hl. Johannes der Täufer | Pfarrkirche Batschuns Kapelle im Bildungshaus Batschuns |                      |
| Brederis           |                        | Hl. Eusebius            | Pfarrkirche Brederis Annakapelle in Brederis |                      |
| Dafins             |                        | Hl. Josef               | Pfarrkirche Dafins |                      |
| Fraxern            |                        | Hl. Jakobus der Ältere  | Pfarrkirche Fraxern |                      |
| Götzis             | Altach-Götzis-Meschach | Hl. Ulrich              | Neue Pfarrkirche Götzis Alte Pfarrkirche Götzis, Filialkirche St. Arbogast, Eligiuskapelle bei der Burg Neu-Montfort, Kapelle Maria unter den 4 Säulen in Untergötznerberg, Kapelle am Kobel |                      |
| Innerlaterns       |                        | Mariahilf               | Expositurkirche Innerlaterns |                      |
| Klaus              |                        | Hl. Agnes               | Pfarrkirche Klaus Mariakapelle in Sattelberg, Lourdeskapelle in Tschütsch |                      |
| Koblach            |                        | Hl. Kilian              | Pfarrkirche Koblach Rochuskapelle in Neuburg |                      |
| Laterns            |                        | Hl. Nikolaus            | Pfarrkirche Laterns Kapelle Hll. Maria und Antonius in Bad Laterns, Maria-Schnee-Kapelle in Bonacker, Martinskapelle in Wies |                      |
| Mäder              |                        | Hl. Bartholomäus        | Pfarrkirche Mäder |                      |
| Meiningen          |                        | Hl. Agatha              | Pfarrkirche Meiningen |                      |
| Meschach           | Altach-Götzis-Meschach | Hl. Wolfgang            | Kuratienkirche Meschach |                      |
| Muntlix            |                        | Hl. Fidelis             | Pfarrkirche Muntlix |                      |
| Rankweil           |                        |                         | Basilika Rankweil Pfarrkirche Hl. Josef in der Hadeldorfstraße, Friedhofskirche Hl. Michael am Liebfrauenberg, Totenkapelle, Kapelle im Herz-Jesu-Heim, Kapelle Zum Guten Hirten im Landes-Nervenkrankenhaus Valduna, Friedhofskapelle am Lorexweg in Valduna, Wegkapelle im Klostergässele, Pestkapelle in der Montfortstraße, Riedkapelle | Liebfrauenbergkirche |
| Rankweil-St. Peter |                        | Hl. Petrus              | Pfarrkirche Rankweil-St. Peter |                      |
| Röthis             |                        | Hl. Martin              | Pfarrkirche Röthis |                      |
| Sulz               |                        | Hl. Georg               | Pfarrkirche Sulz |                      |
| Übersaxen          |                        | Hl. Bartholomäus        | Pfarrkirche Übersaxen Rochuskapelle in Rainberg |                      |
| Viktorsberg        |                        | Hl. Viktor              | Pfarrkirche Viktorsberg |                      |
| Weiler             |                        | Heiligstes Herz Jesu    | Pfarrkirche Weiler |                      |

## Dekanat Rankweil
Das Dekanat wurde zum 1. Jänner 1966 durch Abtrennung vom Dekanat Feldkirch gegründet.
Dekane
- 1992–2016 Anton „Toni“ Oberhauser (1949–2016), Pfarrer in Altach-Götzis-Meschach[1]
- seit 2016 Antony J. Payyapilly, Pfarrer in Brederis-Meiningen[2]